# Dekanat Sopot
Dekanat Sopot – jeden z 24 dekanatów katolickich archidiecezji gdańskiej utworzony 3 sierpnia 1986, obejmujący obszar miasta Sopot. Dziekanem od 1 lipca 2024 jest ks. dr Mirosław Gawron – proboszcz parafii Najświętszego Serca Pana Jezusa w Sopocie.

## Parafie
W skład dekanatu wchodzi 7 parafii:
1. Parafia św. Michała Archanioła w Sopocie – Sopot Karlikowo, ul. 3 Maja 49
2. Parafia Najświętszej Maryi Panny Wniebowziętej – Gwiazda Morza w Sopocie – Sopot, ul. Kościuszki 19
3. Parafia cywilno-wojskowa św. Jerzego w Sopocie – Sopot, ul. Kościuszki 1
4. Parafia św. Andrzeja Boboli w Sopocie – Sopot Dolny, ul. Powstańców Warszawy 15
5. Parafia św. Bernarda w Sopocie – Sopot Górny, ul. Abrahama 41/43
6. Parafia Najświętszego Serca Pana Jezusa w Sopocie – Sopot, ul. Malczewskiego 35
7. Parafia Zesłania Ducha Świętego w Sopocie – Sopot Kamienny Potok, ul. Kujawska 50/52

## Sąsiednie dekanaty
Gdańsk Przymorze, Gdańsk Oliwa, Gdynia Orłowo